# Dinastía XXIII de Egipto

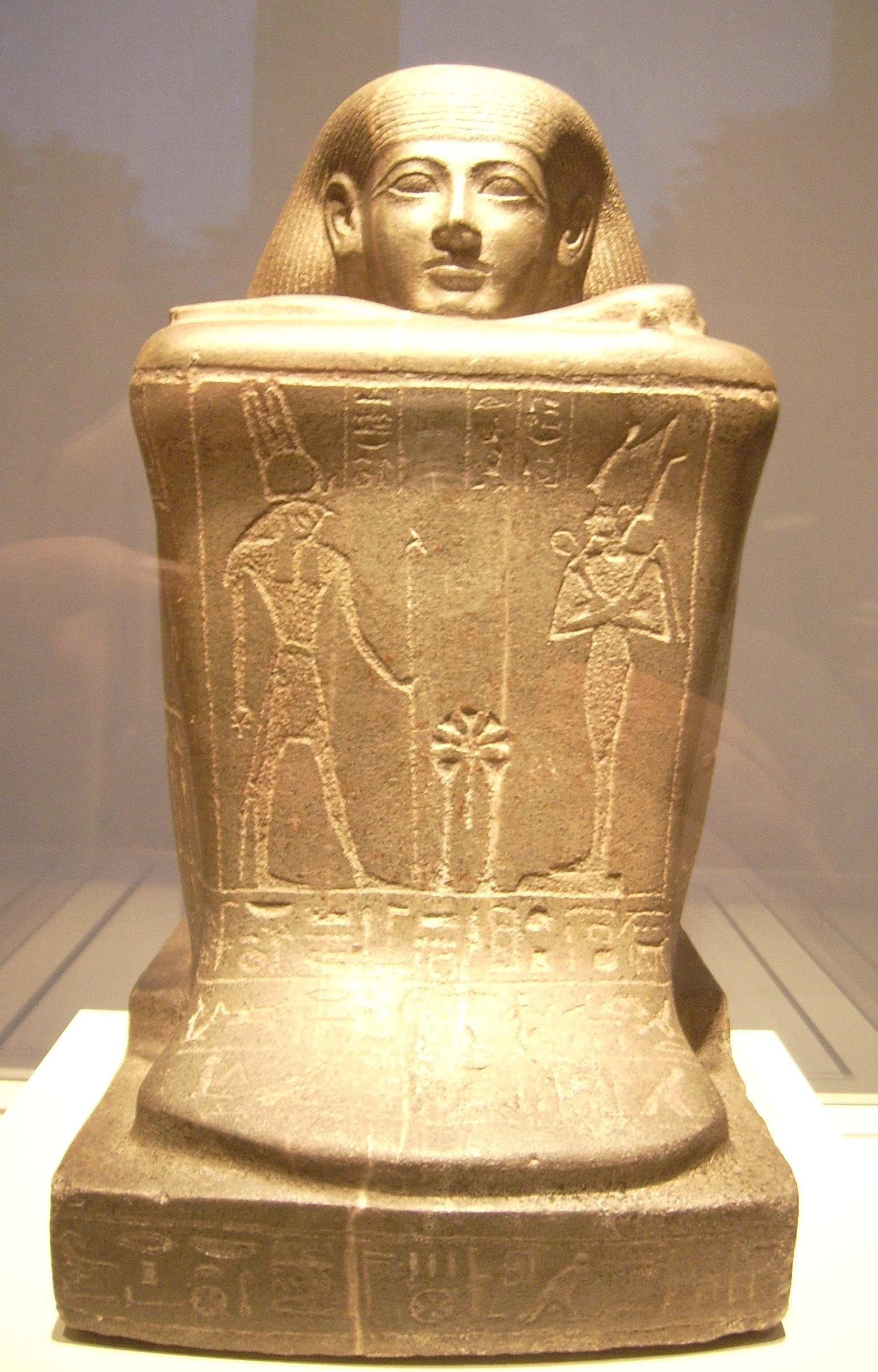
Estatua "cubo"de Hor.

La Dinastía XXIII o Vigesimotercera Dinastía de Egipto transcurre de ca. 818 a 715 a. C., durante el Tercer periodo intermedio de Egipto. Sus gobernantes son coetáneos de los dignatarios de las dinastías XXII, XXIV y XXV. 

## Historia
La XXIII dinastía del Antiguo Egipto se caracterizó por la llegada al poder de los reyes mashauash. En 818 a. C., Leontópolis, en el delta, o Taremu («la tierra de los pescados») se convirtió en un reino independiente de los soberanos libios de Tanis, aunque es discutible la hipótesis de que la dinastía siempre fuese Leontopolitana. 
En 747 a. C. se constituyeron tres nuevos reinos, con capital en: Heracleópolis Magna, Hermópolis Magna y Licópolis (Asiut).
El primer faraón de esta dinastía, Padibastet, se aprovechó del conflicto sucesorio y de la guerra civil para proclamarse faraón en el octavo año de reinado de Sheshonq III, coronándose en Leontópolis y logrando que Heracleópolis, Menfis y Tebas le reconocieran. Fue el principal adversario de Takelot II y más tarde de Osorkon IV, reyes libios del Alto Egipto de la dinastía XXII Tebana. Su llegada al poder provocó en Tebas una prolongada guerra civil contra las facciones rivales, que duró tres décadas. Cada bando poseyó un linaje de sumos sacerdotes de Amón. 
Su sucesor Iuput I fue corregente con su padre, pero su reinado fue breve. De Sheshonq IV no sabemos mucho, incluso algunos eruditos consideran que no era de esta dinastía, lo mismo que con Osorkon III, al que algunos creen hijo de Takelot II: logró derrotar a las fuerzas rivales de Padibastet y Sheshonq IV, las cuales se habían resistido tenazmente a la autoridad de Takelot II. Osorkon III gobernó los últimos cinco años de su reinado en corregencia con su hijo Takelot III. 
Los hijos de Takelot III fueron los sumos sacerdotes Dyedptahiefanj y Osorkon, y el heredero al trono, Rudamon, su hijo más joven. Ejerció como sumo sacerdote de Amón en Tebas y después sirvió los primeros cinco años de su reinado como corregente, junto a su padre Takelot III. Durante su reinado tuvo que esforzarse en mantener el reino unido, que finalmente se fragmentaria en tres reinos bajo su sucesor Iuput II, aunque este continuó gobernando en Leontópolis, donde participó en una poderosa coalición destinada a parar el avance kushita.
Las dinastías XXI, XXII, XXIII, XXIV y XXV configuraron tradicionalmente el tercer periodo intermedio de Egipto.

## La dinastía XXIII en los antiguos textos
Manetón escribió, según Julio Africano en versión del monje Jorge Sincelo, que la Dinastía XXIII consistió en cuatro reyes de Tanis: 
- Petubates que reinó 40 años, durante su reinado se celebró por primera vez una olimpiada;
- Osojo que reinó 8 años, los egipcios lo llamaron Heracles;
- Psammus, que reinó 10 años;
- Zet que reinó 42 años. En total, 100 años.

Eusebio de Cesarea comenta que la XXIII Dinastía consistió en tres reyes de Tanis:
- Petubastis que reinó 25 años;
- Osorton que reinó 9 años, y lo llamaron Heracles;
- Psammus que reinó 10 años. En total, 44 años.

## Faraones de la dinastía XXIII de Egipto

### Reyes deLeontópolis
| Nombre común              | Nombre de Nesut-Bity | Nombre de Sa-Ra | Comentarios             | Reinado         |
| ------------------------- | -------------------- | --------------- | ----------------------- | --------------- |
| Padibastet Petubastis     | Usermaatra           | Padibastet      |                         | 818 - 793 a. C. |
| Iuput I                   | Usermaatra           | Iuput           | Corregente con su padre | 804 - 803 a. C. |
| Sheshonq IV Sesonquis IV  | Usermaatra           | Sheshonq        |                         | 793 - 787 a. C. |
| Osorkon III Osorcón III   | Usermaatra           | Osorkon         |                         | 787 - 759 a. C. |
| Takelot III Tacelotis III | Usermaatra           | Takelot         |                         | 759 - 757 a. C. |
| Rudamon Rudamón           | Usermaatra           | Rudamon         |                         | 757 - 754 a. C. |
| Iuput II                  | Usermaatra           | Iuput           |                         | 754 - 715 a. C. |

### Reyes deHeracleópolis Magna
| Nombre común    | Nombre de Nesut-Bity | Nombre de Sa-Ra | Comentarios | Reinado           |
| --------------- | -------------------- | --------------- | ----------- | ----------------- |
| Dyedpetahiefanj |                      | Dyedpetahiefanj |             | (845 - ? a. C.)   |
| Hemptah I       |                      | Hemptah         |             | (? - ? a. C.)     |
| Peftyauembastet | Neferkara            | Peftyauembastet |             | (747 - 720 a. C.) |

### Reyes deHermópolis Magna
| Nombre común | Nombre de Nesut-Bity | Nombre de Sa-Ra | Comentarios | Reinado           |
| ------------ | -------------------- | --------------- | ----------- | ----------------- |
| Nimlot III   |                      | Nimlot          |             | (747 - 725 a. C.) |
| Dyehutiemhat | Neferjeperra         | Dyehutiemhat    |             | (725 - 715 a. C.) |

### Reyes deLicópolis(Asiut)
| Nombre común | Nombre de Nesut-Bity | Nombre de Sa-Ra | Comentarios | Reinado           |
| ------------ | -------------------- | --------------- | ----------- | ----------------- |
| Padimenti    |                      | Padimenti       |             | (747 - 715 a. C.) |

## Cronología de la dinastía XXIII
Cronología estimada por los siguientes egiptólogos: 
- Primer faraón: Padibastet
  - 830-805/00 (von Beckerath)
  - 830-799 (Dodson)
  - 827/22-802/797 (Aston)
  - 825-773 (Grimal)
  - 818-793 (Shaw)
  - 817-763 (Drioton)
  - 813-773 (Redford)

- Último faraón: Iuput II
  - 754-715 (Grimal)
  - 752-718 (Gomaà)
  - 747/742-742/737 (Aston)